# Calathusa basicunea
Calathusa basicunea är en fjärilsart som beskrevs av Walker 1858. Calathusa basicunea ingår i släktet Calathusa och familjen trågspinnare. Inga underarter finns listade i Catalogue of Life.